# Dag (film)
 For alternative betydninger, se Dag (flertydig). (Se også artikler, som begynder med Dag)
Dag er en dansk animationsfilm fra 1999 instrueret af Pernille Bøggild.

## Handling
En ny dag venter fuld af forandringer og overraskelser. Kald det udvikling eller cyklus.